# Włodzimierz Borodziej

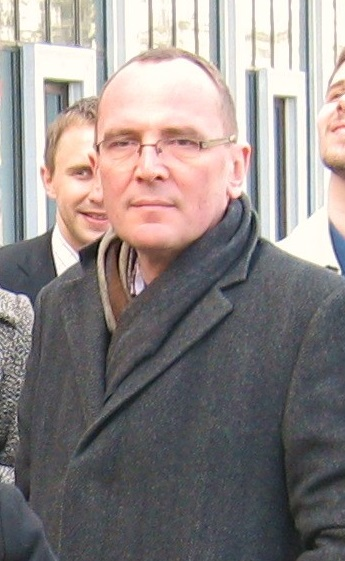
Włodzimierz Borodziej (2009)

Włodzimierz Borodziej (* 9. September 1956 in Warschau; † 12. Juli 2021 ebenda) war ein polnischer Historiker, der sich auf Zeitgeschichte spezialisiert hatte.

## Leben
Sein Studium beendete er 1979 an der Universität Warschau. 1984 erhielt er an derselben Universität den Doktorgrad. Die Habilitation erfolgte 1991 über das Thema Polen in den internationalen Beziehungen 1945–1947/Polska w stosunkach międzynarodowych 1945–1947. 2004 erhielt er den Professorentitel in Humanwissenschaften. In den Jahren 1999 bis 2002 war er Prorektor der Universität Warschau.
Im Jahr 2002 erhielt er zusammen mit Janusz Reiter, Markus Meckel und Rudolf von Thadden den Viadrina-Preis der Europa-Universität Viadrina in Frankfurt (Oder). Im April 2010 wurde ihm von der Stadt Oldenburg der Carl-von-Ossietzky-Preis für Zeitgeschichte und Politik verliehen. 2016 wurde er als korrespondierendes Mitglied in die Österreichische Akademie der Wissenschaften gewählt.
Von 1998 bis 2011 war Borodziej Mitherausgeber der Zeitschrift für Ostmitteleuropa-Forschung.
Von Oktober 2010 bis September 2016 leitete Borodziej zusammen mit Joachim von Puttkamer das Imre Kertész Kolleg – Osteuropa im 20. Jahrhundert. Historische Erfahrung im Vergleich an der Universität Jena. 2016 wurde er in die Berlin-Brandenburgische Akademie der Wissenschaften gewählt. 2017 erhielt er die Ehrendoktorwürde der Universität Jena.
Borodziej starb im Juli 2021 im Alter von 64 Jahren nach langer Krankheit.

## Kontroverse
In einem am 2. Mai 2008 in Rzeczpospolita erschienenen Artikel warf der Historiker Bogdan Musiał Borodziej vor, seine wissenschaftliche Karriere in hohem Maße der Förderung durch den polnischen Staatssicherheitsdienst SB verdankt zu haben. Wiktor Borodziej, sein Vater, war demnach leitender SB-Offizier und habe die Karriere des Sohnes u. a. durch Entsendung in die Deutsch-Polnische Schulbuchkommission gefördert, die der Kontrolle des Zentralkomitees der Polnischen Vereinigten Arbeiterpartei sowie des SB unterlag. Es folgten weitere Publikationen in den polnischen Medien zu Verbindungen Borodziejs zum SB. Sein Vater war in den achtziger Jahren für Spionage und für Aktionen in der Bundesrepublik verantwortlich.
Die in diesen Veröffentlichungen vorgenommene Verbindung der Geheimdienstvergangenheit des Vaters von Włodzimierz Borodziej und dessen eigener wissenschaftlicher Karriere führte zu Protesten innerhalb der deutschen und polnischen Wissenschaft und Presse. In der Rzeczpospolita-Ausgabe vom 2.–4. Mai 2008 bezeichneten 63 polnische Historiker in einem offenen Brief den Artikel vom 2. Mai 2008 als einen „emotionsgeladenen Angriff, der vermutlich persönlichen Gründen entspringt.“ Die Gleichsetzung heute agierender Personen mit den Biografien ihrer Familienmitglieder wecke bei ihnen die schlimmsten Assoziationen.
Dennoch veröffentlichte die rechtskonservative Gazeta Polska am 17. November 2009 einen ganzseitigen Artikel mit weiteren Materialien zur angeblichen Verbindung zwischen Borodziej und dem SB, in dem weiteren Personen aus Borodziejs Familie und beruflichem Umfeld eine Zusammenarbeit mit dem SB vorgeworfen wurde. Demnach habe auch seine Mutter für den SB gearbeitet, ebenso wie sein Doktorvater und die beiden Rezensenten seiner Dissertation. Der SB habe überdies wiederholt die Passbehörden angewiesen, dafür Sorge zu tragen, dass Borodziej rechtzeitig zu den Terminen in der Bundesrepublik seine Reisedokumente erhalte. Für eine Zusammenarbeit Borodziejs mit dem SB präsentierte der Autor jedoch keine Belege.

## Veröffentlichungen (Auswahl)
- Terror i polityka. Policja niemiecka a polski ruch oporu w GG 1939–1944. Instytut Wydawniczy Pax, Warschau 1985, ISBN 83-211-0718-4.
- Od Poczdamu do Szklarskiej Poręby. Polska w stosunkach międzynarodowych 1945–1947. Aneks, London 1990, ISBN 0-906601-77-0.
- mit Hans-Henning Hahn, Igor Kąkolewski: Polska i Niemcy. Krótki przewodnik po historii sąsiedztwa. Federacja Polskich Domów Spotkań, Warschau 1999, ISBN 83-910344-0-2.
- Der Warschauer Aufstand 1944. S. Fischer, Frankfurt am Main 2001, ISBN 3-10-007806-3.
- Geschichte Polens im 20. Jahrhundert. Mit einem Vorwort von Ulrich Herbert. C. H. Beck, München 2010, ISBN 978-3-406-60647-2 (eingeschränkte Vorschau in der Google-Buchsuche).
- mit Maciej Górny: Nasza wojna. 2 Bände (Band 1: Imperia. 1912–1916. Band 2: Narody. 1917–1923.). Grupa Wydawnicza Foksal/Wydawnictwo WAB, Warschau 2014–2018, ISBN 978-83-280-0941-7 (Bd. 1), ISBN 978-83-280-0940-0 (Bd. 2).
  - deutsch: Der vergessene Weltkrieg. Europas Osten 1912–1923. 2 Bände. wbg Theiss, Darmstadt 2018, ISBN 978-3-8062-3820-4.